# ジョハル・ドゥダエフ大隊
ジョハル・ドゥダエフ国際平和維持大隊（ジョハル・ドゥダエフこくさいへいわいじだいたい、ウクライナ語: Міжнародний миротворчий батальйон імені Джохара Дудаєва）は、チェチェン・イチケリア共和国の初代大統領、ジョハル・ドゥダエフにちなんで名付けられたチェチェンの義勇兵大隊。同大隊は主にチェチェン人義勇兵で構成されており、その多くは第一次チェチェン紛争と第二次チェチェン紛争でイチケリア共和国側として戦った。大隊は、ウクライナ東部のデバルツェボでの戦闘で初代指導者のイサ・ムナエフが戦死した後、2015年2月1日からアダム・オスマエフの指揮下にある。ジョハル・ドゥダエフ大隊は、ウクライナにいる2つのチェチェン義勇兵大隊の1つであり、もう1つはシェイク・マンスール大隊である。

## 概要

### 歴史
ドゥダエフ大隊は2014年3月初旬にデンマークで創設された。デンマークにはロシアに反対し、第二次チェチェン紛争後に移住を余儀なくされた多数のチェチェン人が居住しており、この大隊が創設されたのも欧州のコーカサス諸国からの政治移民が2006年にデンマークで設立した自由コーカサス団体によるものだった。大隊の創設者で初代指導者のイサ・ムナエフは、グロズヌイの戦い（1999～2000年）の間に、イチケリアのアスラン・マスカハドフ大統領からチェチェンの首都防衛を担う軍事司令官に任命され、この戦いで彼は都市防衛中に地雷や車爆弾、待ち伏せ攻撃などの様々な市街戦術を用いた。

### 大隊構成
ウクライナを侵略するロシアとの戦いに加わることを望む義勇兵は300人以上にのぼった。大隊には、チェチェン人、グルジア人、イングーシ人、アゼルバイジャン人、ウクライナ人、チェルケス人の他、ヨーロッパ諸国からの義勇兵がいる。

### 戦争への参加

ドゥダエフ大隊はチェチェン・イチケリア共和国の旗を使用している。

チェチェンの専門家は、ウクライナ東部の戦闘への参加や、教官として若き指揮官の訓練を行っている。
伝えられるところによると、ドゥダエフ大隊は、 2022年のロシアによるウクライナ侵攻の際にウクライナの防衛に加わり、キーウ州においてロシア軍とロシアのチェチェン民兵組織カディロフツィと戦った。以後は、北東部ハルキウ州ハルキウ、イジューム、東部ドネツィク州バフムートを防御した。

## 有名メンバー
- İsa Sadıqov（アゼルバイジャン語版） - ジョハル・ドゥダエフ大隊の参謀長。アゼルバイジャン軍の大佐で、元アゼルバイジャン国防副大臣（1993～1995年）、アゼルバイジャン士官連合の元代表[9]。彼の母国から指名手配されている[10]。
- セルゲイ・メルニコフ - 米市民権を持つ写真家。イチケリアの英雄勲章の保持者[9]
- Nureddin Ismailov - 彼はカラバフ戦争中にBoz Qurd (意味：「灰色の狼」) 分隊を指揮していた[9]
- アミーナ・オクエバ - 通称ナタリア・カミンスカヤまたはアミーナ・ムスタフィノバ。アダム・オスマエフ（ロシア語版）の妻で、ジョハル・ドゥダエフ大隊の報道官を務めた[11]